# Didymopsora chuquiraguae
Didymopsora chuquiraguae är en svampart som beskrevs av Dietel 1899. Didymopsora chuquiraguae ingår i släktet Didymopsora och familjen Pucciniosiraceae.   Inga underarter finns listade i Catalogue of Life.